# Gran Premio motociclistico degli Stati Uniti d'America 2006
Il Gran Premio motociclistico degli Stati Uniti d'America 2006 corso il 23 luglio, è stato l'undicesimo Gran Premio della stagione 2006 e ha visto gareggiare solo la classe MotoGP, nella quale ha vinto la Honda di Nicky Hayden.

## MotoGP

### Arrivati al traguardo
| Pos | Nº | Pilota            | Squadra              | Motocicletta | Giri | Tempo     | Griglia | Punti |
| --- | -- | ----------------- | -------------------- | ------------ | ---- | --------- | ------- | ----- |
| 1   | 69 | Nicky Hayden      | Repsol Honda         | Honda        | 32   | 45:04.867 | 6       | 25    |
| 2   | 26 | Daniel Pedrosa    | Repsol Honda         | Honda        | 32   | +3.186    | 4       | 20    |
| 3   | 33 | Marco Melandri    | Fortuna Honda        | Honda        | 32   | +10.929   | 9       | 16    |
| 4   | 10 | Kenny Roberts Jr  | Team Roberts         | KR211V       | 32   | +11.941   | 3       | 13    |
| 5   | 71 | Chris Vermeulen   | Rizla Suzuki         | Suzuki       | 32   | +27.439   | 1       | 11    |
| 6   | 21 | John Hopkins      | Rizla Suzuki         | Suzuki       | 32   | +38.820   | 5       | 10    |
| 7   | 7  | Carlos Checa      | Tech 3 Yamaha        | Yamaha       | 32   | +44.825   | 11      | 9     |
| 8   | 65 | Loris Capirossi   | Ducati Marlboro      | Ducati       | 32   | +48.526   | 13      | 8     |
| 9   | 5  | Colin Edwards     | Camel Yamaha         | Yamaha       | 32   | +53.228   | 2       | 7     |
| 10  | 15 | Sete Gibernau     | Ducati Marlboro      | Ducati       | 32   | +1:06.279 | 16      | 6     |
| 11  | 6  | Makoto Tamada     | Konica Minolta Honda | Honda        | 32   | +1:11.941 | 14      | 5     |
| 12  | 17 | Randy de Puniet   | Kawasaki Racing      | Kawasaki     | 32   | +1:14.407 | 15      | 4     |
| 13  | 77 | James Ellison     | Tech 3 Yamaha        | Yamaha       | 32   | +1:19.283 | 18      | 3     |
| 14  | 66 | Alex Hofmann      | Pramac d'Antín       | Ducati       | 32   | +1:41.277 | 17      | 2     |
| 15  | 24 | Toni Elías        | Fortuna Honda        | Honda        | 31   | +1 giro   | 12      | 1     |
| 16  | 30 | José Luis Cardoso | Pramac d'Antín       | Ducati       | 31   | +1 giro   | 19      |       |

### Ritirati
| Nº | Pilota          | Squadra         | Motocicletta | Giri | Griglia |
| -- | --------------- | --------------- | ------------ | ---- | ------- |
| 46 | Valentino Rossi | Camel Yamaha    | Yamaha       | 30   | 10      |
| 56 | Shin'ya Nakano  | Kawasaki Racing | Kawasaki     | 15   | 8       |
| 27 | Casey Stoner    | Honda LCR       | Honda        | 14   | 7       |